# Брусок (пиломатериал)

Конструкция из брусков

Брусо́к — пиломатериал толщиной до 100 мм и шириной не более двойной толщины. Бруски изготовляются из досок. Используются в строительстве, в мебельной промышленности, в производстве тары и др.

## Виды брусков
В зависимости от обработки строганием:
- Строганый брусок — брусок, у которого обработаны строганием хотя бы одна пласть или обе кромки.

В зависимости от обеспечения точности и стабильности размеров:
- Калиброванный брусок — брусок, высушенный и обработанный до заданного размера.

В зависимости от цельности и набора из фрагментов различают цельноламельный брусок и сращённый.

## Размеры брусков
- Для брусков из хвойных пород древесины

Толщина и ширина брусков: 16, 19, 22, 25, 32, 40, 44, 50, 60, 75 мм. 

Длина брусков: от 1 до 6,5 м с шагом 0,25 м. 

- Для брусков из лиственных пород древесины

Толщина и ширина брусков: 19, 22, 25, 32, 40, 45, 50, 60, 70, 80, 90, 100 мм.

Длина брусков:

из твёрдых лиственных пород от 0,5 до 6,5 м с шагом 0,10 м;

из мягких лиственных пород и берёзы от 0,5 до 2,0 м с шагом 0,10 м;

от 2,0 до 6,5 м с шагом 0,25 м;

## Нормативные документы
ГОСТ 18288-87 Производство лесопильное. Термины и определения.
ГОСТ 24454-80 Пиломатериалы хвойных пород. Размеры.
ГОСТ 2695-83 Пиломатериалы лиственных пород. Технические условия